# Селемджа
Селемджа̀ е река в Азиатската част на Русия, Далечния Изток, Амурска област, ляв приток на Зея от басейна на Амур. Дължината ѝ е 647 km, която ѝ отрежда 112-о място по дължина сред реките на Русия.
В най-горното си течение реката тече в северозападна посока, след устието на десния си приток Кумусун – в западна, а след устието на река Селиткан (при 482 km) – в югозападна и запазва това генерално направление до устието си.
Река Селемджа извира на 1525 m н.в., в най-източната част на Амурска област, там където се събират хребетите Ям-Алин от север, Дусе-Алин от юг и Езоп от запад. В горното и в част от средното си течение (до село Стойба) Селемджа е типична планинска река, с бурно течение, малки прагове и водопади и голям наклон (до 0,06‰). Коритото на реката е дълбоко врязано в твърди планински скали, с криви с големи радиуси и на отделни места се разделя на ръкави. След село Стойба реката излиза от планините и навлиза в източната част на Амурско-Зейската равнина, като става типична равнинна река – с широка заливна тераса, меандрираща и разделяща се на ръкави с острови между тях. След устието на река Нора (при 148 km, десен приток) течението на реката става праволинейно, коритото се разширява от 100 до 600 m, скоростта намалява до 1,4 – 1,6 m/s. Влива се отляво в река Зея при нейния 284 km, на 159 m н.в., на 6 km северозападно от село Новокиевский Увал в Амурска област.
Водосборният басейн на Селемджа има площ от 68,6 хил. km2, което представлява 29,44% от водосборния басейн на река Зея и се простира в източната част на Амурска област. Климатът в басейна на реката е мусонен с годишна сума на валежите от 600 до 800 mm, които падат предимно под формата на дъжд през летния сезон. Над 80% от басейна на реката е покрит с иглолистно-широколистна тайга.
Водосборният басейн на Селега граничи със следните водосборни басейни:
- на север – водосборните басейни на река Уда и други по-малки, вливащи се в Охотско море;
- на изток и югоизток – водосборните басейни на реките Амгун и Бурея, леви притоци на Амур;
- на юг, запад и северозапад – водосборните басейни на реките Том, Деп, Уркан (Горен Уркан), Арги и други по-малки, леви притоци на Зея;

Река Селемджа получава множество притоци с дължина над 10 km, като 8 от тях са с дължина над 100 km::
- 496 → Харга 128 / 2780
- 482 ← Селиткан 180 / 2970
- 206 → Биса 235 / 6370
- 155 ← Червинка 104 / 499
- 148 ← Нора 305 / 16 700
- 132 → Алдикон 183 / 2780
- 78 ← Орловка (Мамин) 208 / 11 300
- 48 → Улма 346 / 5550

Подхранването на реката е предимно дъждовно. Характерно е ясно изразено пролетно-лятно пълноводие (89,7% от годишния отток на реката) и епизодични големи летни прииждания в резултат на поройни дъждове, които многократно превишават пролетното пълноводие и предизвикват наводнения. Среден годишен отток в устието 707 m3/s, което като обем се равнява на 22,314 km3, максимален отток 11600 m3/s, минимален 5 m3/s. Селемджа замръзва в началото на ноември, а се размразява в края на април или началото на май, като дебелината на леда достига до 164 sm.
По течението на реката са разположени около 30 населени места, като най-големи от тях са селищата от градски тип: Екимчан и Февралск и селата: Коболдо, Стойба и Майски.
В басейна на река са открити находища на злато, въглища, желязна руда, калай, молибден, волфрам, мед и др. Селемджа е плавателна на 146 km от устието си, до село Норск, а при високи води и до посьолок Екимчан (при 405 km), като навигационния период продължава около 154 дни. При посьолок Февралск над реката е изграден мост, по който преминава участък от трасето на Байкало-Амурската железопътна линия.